# یوکی ماتسوزاکی
یوکی ماتسوزاکی (انگلیسی: Yuki Matsuzaki؛ زادهٔ ۲۴ سپتامبر ۱۹۸۱) یک هنرپیشه اهل ژاپن است. وی از سال ۲۰۰۲ میلادی تاکنون مشغول فعالیت بوده‌است. از فیلم‌ها یا برنامه‌های تلویزیونی که وی در آن نقش داشته‌است می‌توان به نامه‌هایی از ایووجیما و پلنگ صورتی ۲ اشاره کرد.